# Musical Youth
Musical Youth is een Britse reggaegroep, die in 1979 werd opgericht in Birmingham.
Musical Youth werd opgericht door de broers Michael en Kelvin Grant, de broers Patrick en Junior Waite en hun vader Frederick Waite. De jongste groepsleden zaten toen nog op school. Hun debuutsingle, die in eigen beheer werd opgenomen, leverde hen een platencontract op bij MCA Records. Rond die tijd werd Frederick Waite vervangen door Dennis Seaton.
In september 1982 werd de single Pass the Dutchie uitgebracht, wat de grootste hit van Musical Youth zou worden. De titel Pass the Dutchie was een verbastering van Pass the Kouchie, een lied over marihuana gezongen door Mighty Diamonds. Dutchie is Jamaicaans-Engels voor kookpot. Pass the Dutchie bereikte in onder meer thuisland Groot-Brittannië, Nieuw-Zeeland, Zwitserland, België en Nederland de nummer 1-positie en Alarmschijf.
In Nederland was de plaat op vrijdag 8 oktober 1982 Veronica Alarmschijf op Hilversum 3 en bereikte de nummer 1-positie in zowel de Nederlandse Top 40, Nationale Hitparade en de TROS Top 50. Ook in België werd de nummer 1-positie behaald in zowel de Vlaamse Ultratop 50 als de Radio 2 Top 30.
Hierna volgde nog een top 10-hit in Nederland en België: Youth of Today. Deze plaat werd in Nederland veel gedraaid op Hilversum 3 en werd eveneens een grote hit. De plaat bereikte de 9e positie in de Nederlandse Top 40, de 4e positie in de Nationale Hitparade en de 7e positie in de TROS Top 50. In België bereikte de single de 7e positie in de Vlaamse Ultratop 50 en de 8e positie in de Radio 2 Top 30. Hun debuutalbum uit 1982 heet ook The Youth of Today. Een tweede album Different Style! flopte.
Volgende singles werden een minder groot succes. Ze hadden in 1983 nog een kleine hit met Unconditional Love samen met discokoningin Donna Summer. Deze plaat bereikte in Nederland alleen de Tipparade. De plaat haalde met een 24e positie alleen in Nieuw-Zeeland de hitlijst.
In 1985 ging de groep uit elkaar nadat Dennis Seaton de groep had verlaten. De groep had plannen om opnieuw bij elkaar te komen, maar na de dood van Patrick Waite (op 24-jarige leeftijd), die een criminele carrière was begonnen en in 1993 overleed in afwachting van een rechtszaak, werden deze plannen in de ijskast gezet.
In 2004 kwam er een eind aan de stilte rondom Musical Youth met de single Pretty Woman, die werd opgenomen met Pato Banton (bekend van de hit Baby Come Back met Ali Campbell, de zanger van UB40). Vanwege de psychische gesteldheid van Junior Waite en Kelvin Grant zijn alleen de teruggekeerde Dennis Seaton en Michael Grant overgebleven in de huidige samenstelling van de groep.
In 1995 kwam een album The Best of Musical Youth uit.